# Gaston Criel
Gaston Criel, né le 30 septembre 1913 à Seclin et mort le 5 janvier 1990 à Lille, est un écrivain, poète français .

## Biographie
En 1938, il fonde le cercle « Pour la poésie ». La même année, un de ses premiers recueils de poésie, Gris, est salué par Paul Éluard, et Joë Bousquet.
Pendant la Seconde Guerre mondiale, il est fait prisonnier en Allemagne. À la Libération, il s'installe à Paris et fréquente les milieux littéraires par l'intermédiaire de Jean Paulhan, qui le présente à Jean-Paul Sartre. En 1945, il devient secrétaire particulier d'André Gide,.
L’Académie française lui décerne le prix Max-Barthou en 1944 et en 1945.
En 1950, Criel s'embarque pour les États-Unis où il vit pendant trois ans. Passionné de jazz, il y rencontre entre autres Louis Armstrong et Dizzy Gillespie. À son retour, il fait la connaissance de Jean Cocteau, et l'assiste sur le tournage de La Belle et la Bête.
En 1954, il s'installe à Tunis pour deux ans, où il travaille pour Radio Tunis. Il rejoint la maison familiale de Seclin en 1964 et travaille alors comme publiciste pour son beau-frère, fabricant de caravanes. Criel se remet à l'écriture en 1978, pour publier une trilogie (Sexaga, Phantasma, Circus). 
Il a également publié dans des revues de poésie, le plus souvent confidentielles. Ses poèmes sont traduits en arabe, roumain, portugais.
Un fonds Gaston Criel est constitué à la bibliothèque municipale de Lille. 
En 2019, Pascal Wallart, un ancien journaliste de La Voix du Nord, qui a travaillé à l'agence seclinoise du quotidien régional, publie une biographie de Gaston Criel. 
Le 4 janvier 2020, à l'initiative de Samuel Tastet, un hommage a été rendu au poète et écrivain à la mairie de Seclin à l'occasion du 30e anniversaire de son décès le 5 janvier 1990 à Lille.

## Œuvres

### Poésie
- Amours, Lille, Éditions de la Hune, 1937, 151 p. (BNF 31980652)
- Gris, Lille, Éditions de la Hune, 1938, 19 p. (BNF 31980655) ; réédition EST-Samuel Tastet Éditeur, 2016, 32 p.
- Étincelles, Paris, Éditions Denoël, 1939, 87 p. (BNF 31980653)
- Hygiène, Paris, Éditions la Presse à bras, 1948, 12 f. (BNF 31980656)
- Perspectives, Paris, Éditions Debresse, 1950, 8 p. (BNF 31980658)
- K. G., Paris, Éditions Seghers, coll. « PS », 1953, 35 p. (BNF 31980657)
- Le Poète et ses poèmes, ill. d'Óscar Domínguez, Remoulins sur Gardon, Éditions Jacques Brémond, coll. « La Dérision », 1982, 86 p.  (ISBN 2-90310-835-8)
- 4 poèmes, Strasbourg, Éditions Dada 64, 1987, 4 f. (BNF 35019383)
- Popoème, Lompret, Le Dépli amoureux, coll. « Plis », 1998, 40 p.  (BNF 34945058). Réédition, éditions du Chemin de fer, 2015, 60 p.
- Saint-Germain-des-Près. Les Décombres, Lompret, Éditions Rewidiage, coll. « L’Idiot syntaxique », 1995, 12 p. (BNF 34344560)
- La Fausse Quête, Remoulins sur Gardon, Éditions Jacques Brémond, 1997, 110 p.  (ISBN 2-910063-44-5)

### Romans
- La Grande Foutaise, Paris, Éditions Fasquelle, 1953, 223 p. (BNF 31980654)
  - rééd. Paris, Éditions Plasma, coll. « Les Feuilles vives », 1979, 230 p.  (ISBN 2-901376-37-1)
- Sexaga, Paris, Éditions Plasma, 1975, 112 p.  (ISBN 2-901376-09-6)
- Phantasma, Paris, Éditions Plasma, 1977, 143 p.  (ISBN 2-901376-16-9)
- Circus, Paris, Éditions Vrac, 1981, 86 p.  (ISBN 2-86489-001-1)
- L’Os quotidien, Paris, Éditions EST, coll. « Le Passeur », 1987, 140 p.  (ISBN 2-86818-011-6).

- Swing, présentation de Jean Cocteau et Charles Delaunay, Paris, E.U.F., 1949, 93 p. (BNF 31980659)
  - rééd. Paris, Éditions Vrac, coll. « Vestiaire », 1982, 57 p.  (ISBN 2-86489-010-0)

## Pour approfondir